# Year Long Disaster
Year Long Disaster je americká stoner rocková skupina.

## Historie
Počátky kapely spadají do roku 2003, kdy se v hollywoodském obchodě s potravinami potkali kytarista a zpěvák Daniel Davies (syn Davea Daviese z The Kinks) a baskytarista Rich Mullins (z Karma to Burn). V té době měl Mullins problémy s drogami a byl bez domova. Během dvou týdnů se tito dva hudebníci spřátelili, začali spolu bydlet a často spolu holdovali alkoholu a kokainu. Dalších sedm měsíců strávili na protidrogové léčbě a v domech na půli cesty.
V listopadu 2004 spolu šli do Scene Baru v Glendale v Kalifornii na koncert kapely Hours and Minutes s bubeníkem Bradem Hargreavesem (z Third Eye Blind). Davies a Mullins Hargreavese požádali o jam session. V této době byli Third Eye Blind požádáni, aby vystoupili jako The Kinks v American Dreams. Hargreaves byl fascinovaný skutečností, že Daniel Davies je synem Davea Daviese, kytaristy The Kinks. Tito dva se spolu spřátelili a začali spolu jammovat pod názvem Year Long Disaster. Nakonec začali v okolí Los Angeles pořádat koncerty a upoutali pozornost Marka Needhama, producenta The Killers. Poté vydali EP a začali koncertovat na národní úrovni. V roce 2007 podepsali nahrávací smlouvu s Volcom Entertainment a vydali své eponymní debutové studiové album, které bylo vydáno 9. října 2007.
V roce 2008 se podíleli na tribut albu pro Iron Maiden nazvaném Maiden Heaven. 17. srpna 2009 bylo potvrzeno, že Year Long Disaster pracují na novém studiovém albu. Pod názvem Black Magic; All Mysteries Revealed bylo vydáno 8. března 2010. Kvůli závazkům vůči Third Eye Blind byl z kapely nucen odejít bubeník Brad Hargreaves. Nahradil jej Rob Oswald z Karma to Burn.
V červnu 2010 se kapela vydala na turné se všemi třemi členy Karma to Burn, kteří byli v této době zároveň i členy Year Long Disaster. Během červencového a srpnového Karma to Burn turné se členem této kapely stal Daniel Davies. V tuto dobu tedy měly obě kapely stejné složení. Davies poté zpíval na dvou následujících albech Karma to Burn, Appalachian Incantation a V, nicméně v roce 2011 tuto skupinu opustil. Mullins se nyní plně věnuje Karma to Burn. Současný statut Year Long Disaster tak zůstává nejasný. V roce 2012 se Davies stal zpěvákem CKY, kde nahradil Derona Millera.

## Diskografie
- Year Long Disaster (2007)
- Black Magic; All Mysteries Revealed (2010)